# № 10 (галиот, 1797)
№ 10 — галиот Каспийской флотилии Российской империи, находившийся в составе флота с 1797 года, участник русско-персидской войны 1804—1813 годов, использовался в качестве грузового и десантного судна.

## Описание галиота
Парусный галиот с деревянным корпусом, один из 12 галиотов типа «Номерной», строившихся на Казанской верфи в 1796—1797 годах.

## История службы
Галиот № 10 был заложен на стапеле Казанского адмиралтейства в 1796 году и после спуска на воду в 1797 году вошёл в состав Каспийской флотилии России.
С 1798 по 1802 год использовался для грузовых перевозок между портами Каспийского моря. Принимал участие в русско-персидской войне 1804—1813 годов. В кампанию 1805 года использовался для доставки провианта к персидским берегам, после чего находился в составе эскадры под командованием капитана 1-го ранга Е. В. Веселаго принимал участие в высадке десантов: 23 июня (5 июля) у в Энзели и 22 августа (3 сентября) у Баку.

## Командиры галиота
Командирами галиота № 10 в составе Российского императорского флота в разное время служили:
- мичман Н. А. Певцов (1803—1804 годы)[комм. 2][4];
- лейтенант Н. В. Повалишин (1805 год)[2][5].

### Комментарии
1. ↑  Всего в рамках серии было построено 12 галиотов с номерами от 1 до 12[1].
2. ↑  В 1803—1805 годах последовательно командовал военными галиотами №№ 9—12[4].